# Sveriges herrlandslag i rugby union

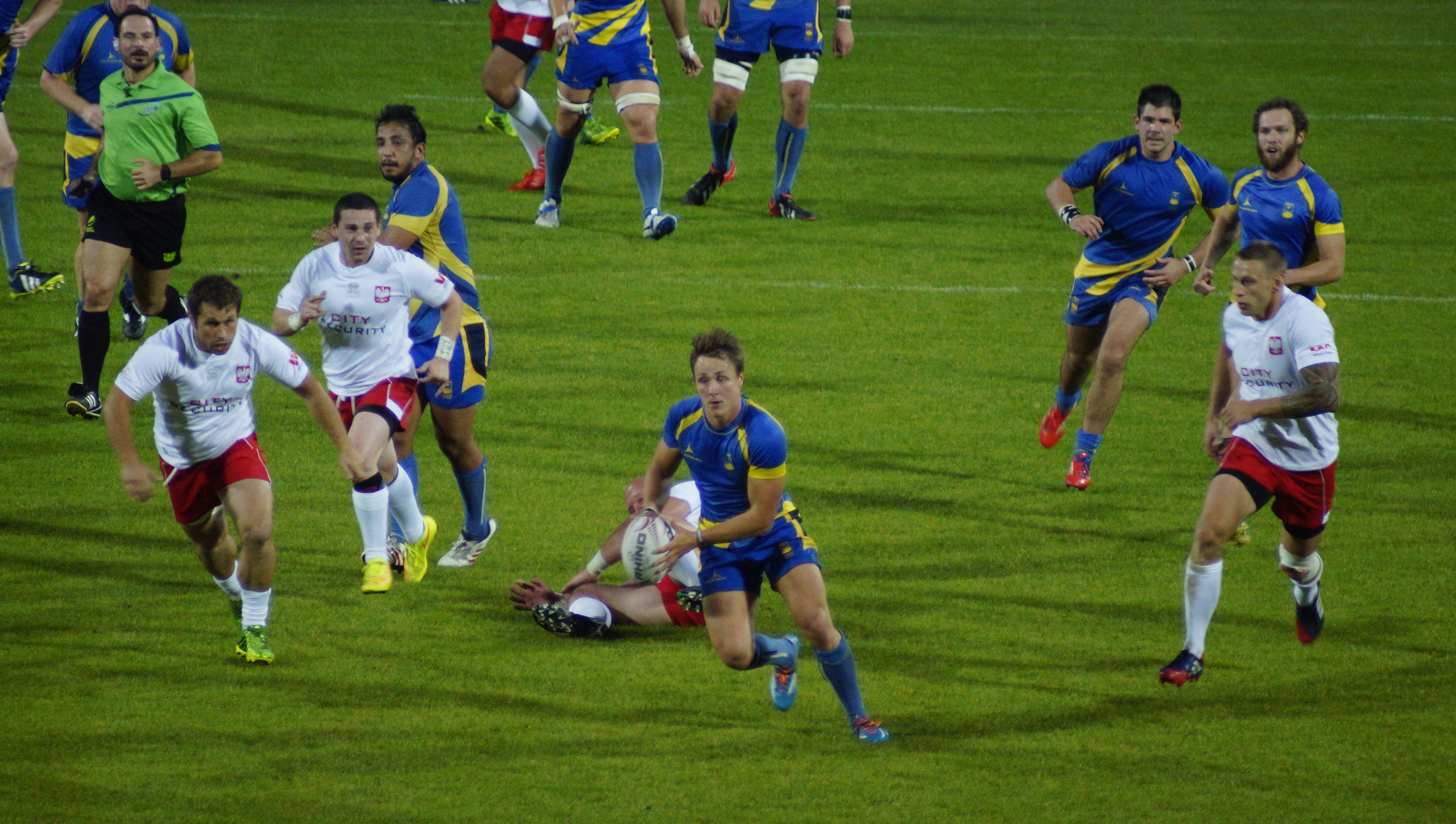

Sveriges herrlandslag i rugby representerar Sverige i rugby union på herrsidan. Sverige är medlem av Rugby Europe ( tidigare FIRA - Association of European Rugby), och spelade i Rugby Trophy säsongen 2024/2025

Landslaget består av både amatörer och semi- professionella spelare. Majoriteten av spelarna Svenska medborgare boende i Sverige men en handfull av spelarna är födda utomlands med någon eller båda av föräldrarna svenska medborgare. Det finns även möjlighet för utländska medborgare att representera Sverige om de har varit bosatta i Sverige under en sammanhängande period av 5 år (60 månader), eller en kumulativ period av 10 år.

## Historia
Första matchen spelades i Stockholm i Sverige den 23 oktober 1949 mot Danmark, som Sverige vann med 6–0. Största vinsten är 116–3 mot Luxemburg i orten Luxemburg i Luxemburg den 5 maj 2001, och största förlusten kom den 30 oktober 1976 i Tbilisi i Georgiska SSR i det dåvarande Sovjetunionen den 30 oktober 1976 då Sovjetunionen vann med 72–0.
Flest landskamper, 55 stycken, har Niklas Jaråker (Enköpings RK).